# MG 17
A MG 17 foi uma metralhadora de 7.92 mm produzida pela Rheinmetall-Borsig para uso em instalações fixas em muitas aeronaves da Luftwaffe durante a Segunda Guerra Mundial, usada tipicamente como armamento ofensivo dianteiro. A MG 17 foi baseada na anterior MG 30, assim como sua contraparte móvel, a MG 15.

## História
A MG 17 foi um dos pilares dentre as metralhadoras fixas instaladas em aeronaves alemãs, que teve sua utilização iniciada ainda antes da Segunda Guerra Mundial, mas por volta de 1940 já estava começando a ser substituída por metralhadoras e canhões de maior calibre. Em 1945 muito poucas, se alguma aeronave, utilizavam a MG 17. 
A MG 17 foi utilizada no Messerschmitt Bf 109, Messerschmitt Bf 110, Focke-Wulf Fw 190, Junkers Ju 87, Junkers Ju 88C Nightfighter, Heinkel He 111,  Dornier Do 17/215 Nightfighter, Focke-Wulf Fw 189 e muitas outras aeronaves. Muitas MG 17 foram modificadas posteriormente para uso pela infantaria, pelo fato de a Luftwaffe iniciar sua substituição pela MG 131 - de maior calibre - que substituiu tanto a MG 15 nos bombardeiros como a MG 17 em caças (exceto as metralhadoras que haviam sido substituídas por canhões automáticos, tal como o MG 151/20). Números oficiais indicam que as conversões para uso pela infantaria eram da ordem de 24.271 unidades em 1 de janeiro de 1944, apesar de um maior número ser plausível.
As modificações ao projeto incluíam a remoção da parte traseira, a troca da alimentação de munição de carregador para um sistema de cinta e de ferrolho aberto para fechado, permitindo que fosse instalada em aplicações sincronizadas. A MG 15 manteve a configuração de ferrolho aberto, mas utilizava carregadores do tipo saddle de 75 projéteis e da mesma forma perdia sua parte traseira, para encaixar melhor nas apertadas seções das aeronaves. A MG 30 também foi a base para os famosos projetos da MG 34 e MG 42; as variantes desta última ainda estão em serviço em algumas áreas.